# Flitterwochen (1928)
Flitterwochen ist eine deutsche Stummfilmkomödie aus dem Jahre 1928 des Regie-Debütanten E. W. Emo mit Margot Walter und Harald Paulsen in den Hauptrollen. 

## Handlung
Käthe und Max haben sich während ihres Jurastudiums kennen gelernt und zeitgleich mit ihrer Promotion geheiratet. Ihre Flitterwochen verbringen die beiden in Baden-Baden. Dort verschafft ein bekannter Professor dem frischgebackenen Rechtsanwalt sogleich seinen ersten Fall: Max soll in einem Scheidungsprozess eine Schauspielerin vertreten. Um Käthe zu überraschen, erzählt Max ihr noch nicht von seinem ersten Fall, er will erst seinen angestrebten Sieg abwarten. Wenig später sieht Käthe, wie sich Max angeregt mit dessen Mandantin unterhält. Da sie nicht ahnt, dass es sich hier um ein rein professionelles Gespräch handelt, glaubt sie, dass ihr Gatte bereits mit anderen Damen zu flirten beginnt. 
Eifersüchtig erzählt sie ihrer Mutter und einem früheren Liebhaber davon, die sie auch noch in ihrem Verdacht bestätigen. Mehrere Folgeereignisse scheinen immer mehr darauf hinzuweisen, dass Max seine Neugattin bereits jetzt betrügt. Wütend und enttäuscht reicht Käthe daraufhin die Scheidung ein. Der Zufall will es, dass beide Prozesse an ein und demselben Tag stattfinden. Den Prozess mit der Schauspielerin verliert der Gerichtsneuling Max kläglich, bei dem in eigener (Ehe-)Sache hingegen hat er noch einmal Glück, obwohl anfänglich auch hier die Sache für ihn nicht gut aussieht. Nach einer stürmischen Auseinandersetzung zwischen den Eheleuten kommt es jedoch zu einer Aussprache, und die Ehe ist gerettet.

## Produktionsnotizen
Flitterwochen entstand im Frühjahr 1928 im Jofa-Atelier, passierte am 4. Juni desselben Jahres die Filmzensur und wurde am Tag daraufhin Berlins Beba-Palast Atrium uraufgeführt. Die Länge des mit Jugendverbot belegten Sechsakters betrug 2186 Meter. 
Kurt Richter gestaltete die Filmbauten.

## Kritik
Die Österreichische Film-Zeitung schrieb: „Ein sehr unterhaltender, flott inszenierter und ebenso gespielter Film.“